# Leônidas da Selva
Leônidas da Selva, właśc. Manoel Pereira (ur. 3 stycznia 1927 w Bigaçu, zm. 23 kwietnia 1985 w Matinhos) – brazylijski piłkarz, występujący na pozycji napastnika.

## Kariera klubowa
Karierę piłkarską Leônidas da Selva ropzczął w Clube Atlético Mineiro w 1949. Z Atlético Mineiro dwukrotnie zdobył mistrzostwo stanu Minas Gerais – Campeonato Mineiro w 1949 i 1950. W latach 1950–1955 był zawodnikiem Amériki Belo Horizonte. W latach 1955–1958 występował w Américe Rio de Janeiro.

## Kariera reprezentacyjna
W reprezentacji Brazylii Leônidas da Selva zadebiutował 12 czerwca 1956 w wygranym 2-0 meczu z reprezentacją Paragwaju, którego stawką było Copa Oswaldo Cruz 1956. Pięć dni później w drugim swoim meczu w reprezentacji z Paragwajem zdobył jedyną bramkę w reprezentacji. W lipcu po remisie z Argentyną, Brazylia zdobyła Copa del Atlantico 1956. Ostatni raz w reprezentacji wystąpił 5 sierpnia 1956 w przegranym 0-1 meczu z reprezentacją Czechosłowacji. Ogółem reprezentacji wystąpił 6 razy i strzelił 1 bramkę.